# Црно и бело
Црно и бело је песма македонске певачице Калиопи, која је представљала државу на Песми Евровизије 2012. године. У финалу такмичења песма је заузела 12. место са 71 поеном.
МРИ је 19. новембра 2011. званично објавила да ће Калиопи постати представник Македоније на Евровизији 2012. године. Музику за композицију „Црно и бело” написао је коаутор многих њених песама, члан њене групе „Калиопи” која је постојала од 1986. до 1989. године и бивши супруг Ромео Грил; а текст песме је написала сама Калиопи. Песма је објављена 29. фебруара 2012. године. Истовремено, Калиопи је представила енглеску верзију песме „Black and White“.
Снимљена је и руска верзија „Чёрное и белое“ (позната и као „Нет меня без тебя“).
Режисер спота је Александар Ристовски; спот је сниман у Битољу. 